# مارسل دوپون
مارسل دوپون (انگلیسی: Marcel Dupont; ۱۰ اکتبر ۱۹۱۷ – ۶ مارس ۲۰۰۸) دوچرخه‌سوار اهل بلژیک بود.